# Haddam (Kansas)
Haddam es una ciudad ubicada en el de condado de Washington en el estado estadounidense de Kansas. En el año 2010 tenía una población de 405 habitantes y una densidad poblacional de 115,56 personas por km².

## Geografía
Haddam se encuentra ubicada en las coordenadas 39°51′23″N 97°18′10″O / 39.85639, -97.30278 (39.856335, -97.302865).

## Demografía
Según la Oficina del Censo en 2000 los ingresos medios por hogar en la localidad eran de $20 000 y los ingresos medios por familia eran $30 000. Los hombres tenían unos ingresos medios de $20 341 frente a los $14 375 para las mujeres. La renta per cápita para la localidad era de $12 555. Alrededor del 16.3% de la población estaban por debajo del umbral de pobreza.